# Орлов провал
Орлов провал (Ледник) — пещера в Нижнесергинском районе Свердловской области Россия, в 2,5 км к югу от курорта «Нижние Серги». Пещера расположена на северо-западном склоне горы Орловой в природном парке «Оленьи Ручьи». Геоморфологический памятник природы.
Протяжённость ходов — 100 метров, глубина — 32 метра. Первое описание пещере было дано в 1962 году В. О. Щепетовым и Д. А. Кругловым.
Вход в пещеру представляет собой продолговатую вертикальную воронку 70×20 м глубиной 20 м, он находится на поросшей редколесьем поляне. В центре воронки у основания скалы находится узкое отверстие входа в колодец глубиной 12 м. В пещеру ведёт лестница и веревка, закреплённая на крючьях или за брёвна на дне воронки. Раньше здесь была большая пещера, но потом свод её обрушился и образовался провал. Склоны провала покрыты густой растительностью, в основном мхами и папоротниками. В центральной части воронки вертикально вниз уходит отверстие диаметром около 2 м, в котором постоянно лежит снег и лёд. На дне провала располагается уникальный природный ледник. По одной стороне воронки достаточно легко спуститься внутрь — склон там более пологий.